# Playstation Mouse

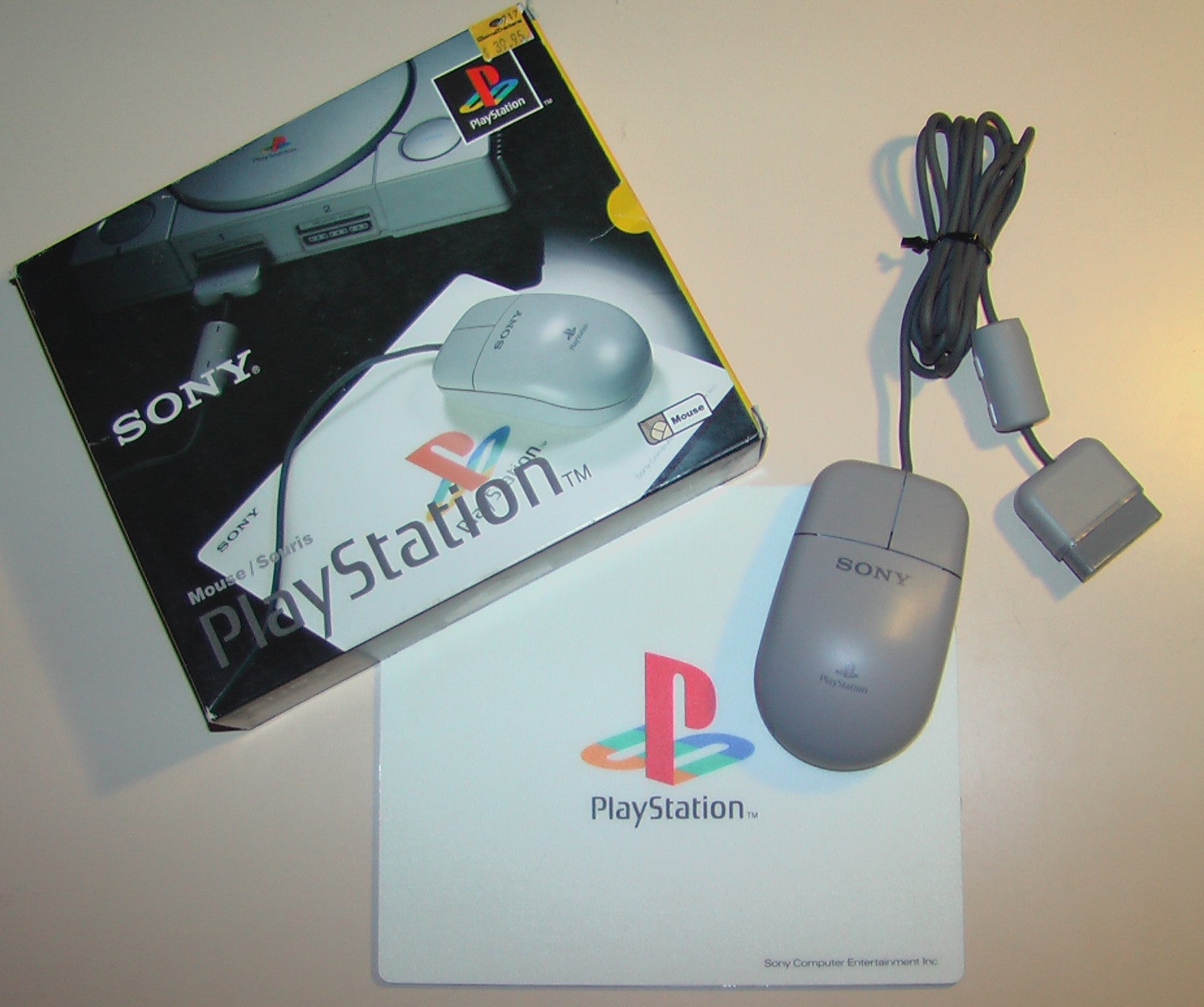
Playstation Mouse

Playstation Mouse (SCPH-1090) är ett tillbehör till Playstation som gör det möjligt att styra en pekare på ett sätt som liknar användandet av en datormus. Tillbehöret släpptes endast i en mindre serie och är därför ganska ovanligt. Trots dess relativt korta tid på marknaden släpptes flera spel med stöd för detta tillbehör långt efter det att det slutat säljas.

## Spelstöd
Tillbehöret stöds bl.a. av följande spel till Playstation:
- Atari Anniversary Edition Redux
- Broken Sword: The Shadow of the Templars
- Broken Sword II: The Smoking Mirror
- Command & Conquer: Red Alert
- Cyberia
- Dracula: Resurrection
- Dune 2000
- Final Doom
- Myst
- Quake II
- Simcity 2000
- Syndicate Wars
- Transport Tycoon